# 1709 год в науке

## События

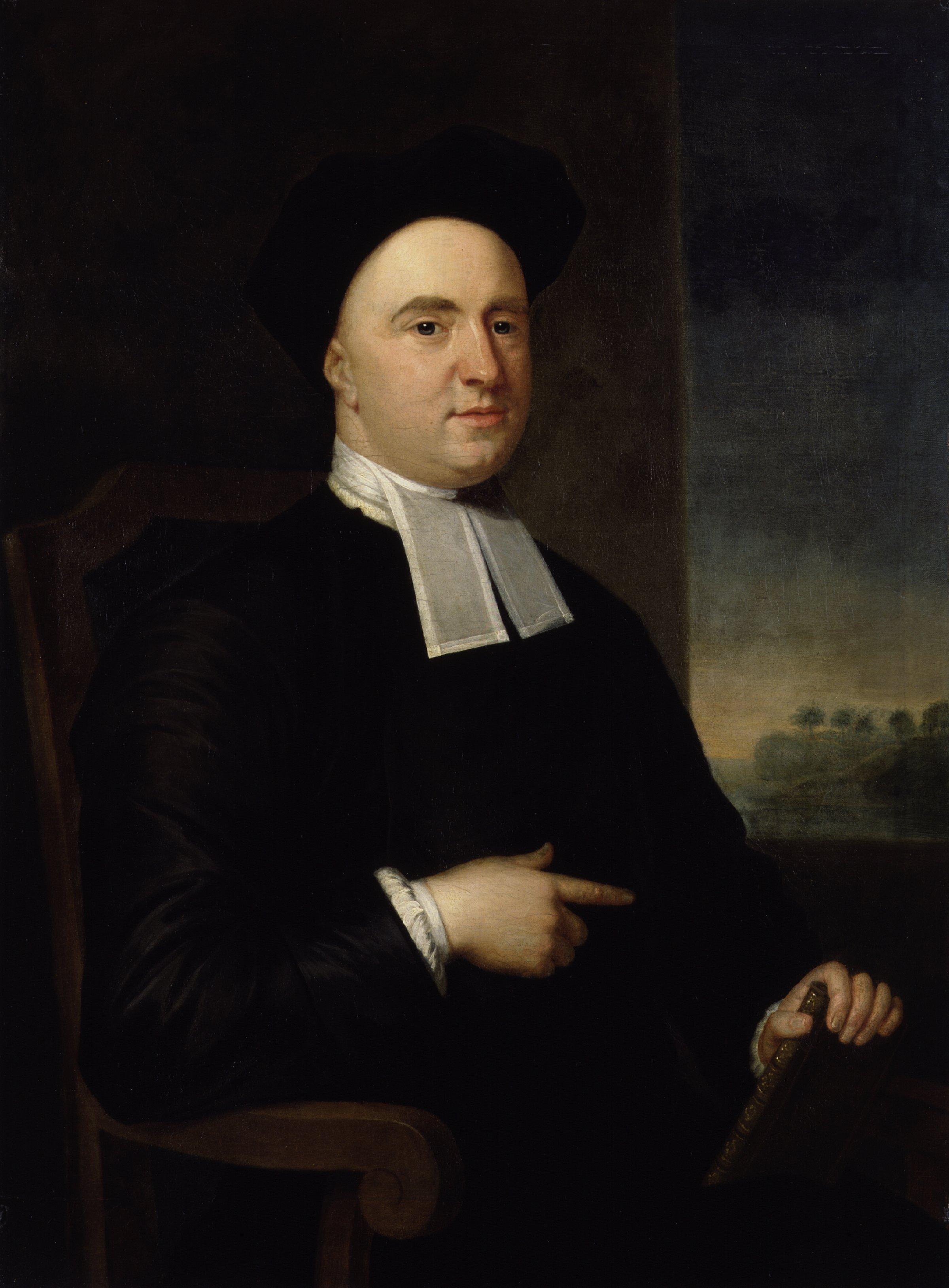
Дж. Смиберт. Портрет Джорджа Беркли. Пер. пол. XVIII в.

- Фрэнсис Хоксби опубликовал «Физико-механические эксперименты с различными материалами» (англ. Physico-Mechanical Experiments on Various Subjects), где поместил результаты своих экспериментов с электричеством.
- Джордж Беркли опубликовал свой труд «Опыт о новой теории зрения», который считается одним из существенных вкладов в психологические исследования века Просвещения.

## Достижения человечества

### Изобретения

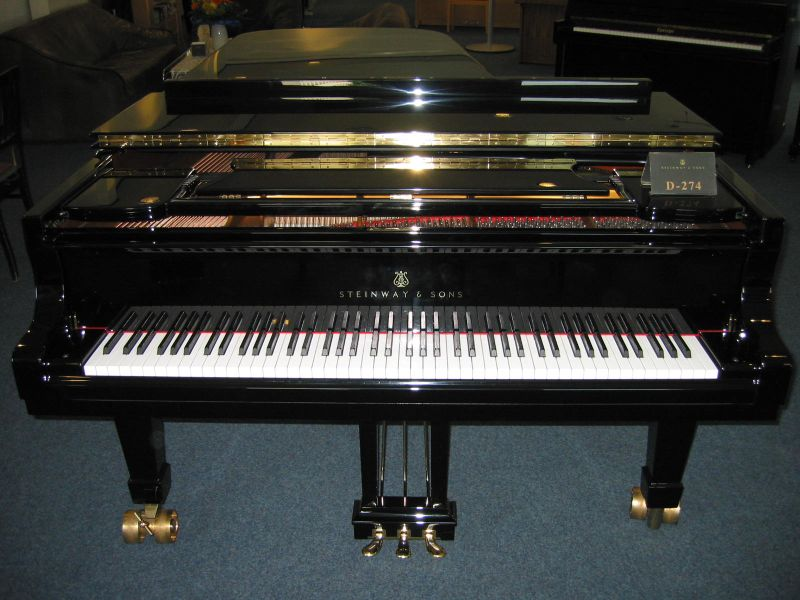
Фортепиано.

- 8 августа — Бартоломеу де Гусман впервые продемонстрировал действующую модель воздушного шара.
- Бартоломео Кристофори ди Франческо изобрёл фортепиано.
- В Европе стали изготавливать фарфор.
- Француз Жан Мариус (фр. Jean Marius) сконструировал первый складной зонт.

## Скончались
- 29 июня — Антуан Тома, бельгийский астроном-иезуит (род. 1644).
- 30 июня — Эдвард Ллуйд, валлийский учёный, естествоиспытатель, антиквар и лингвист (род. 1660).